# Tour Eiffel (Delaunay, 1911)
Pour les articles homonymes, voir Tour Eiffel (homonymie).
Tour Eiffel est un tableau de l'artiste français Robert Delaunay, réalisé en 1911. Robert Delaunay a peint plus d'une cinquantaine de tableaux où la Tour Eiffel est représentée en sujet principal ou en sujet annexe.

## Description
Tour Eiffel est une peinture à l'huile. Au milieu est représentée la tour Eiffel de couleur rouge, entourée d'une aura blanche et de bâtiments gris. Le dessin est caractérisé par des formes géométriques. Les dimension sont de 202 x 138,5 cm.

## Historique
Robert Delaunay peint Tour Eiffel rouge en 1911.
L'œuvre est conservée au Art Institute de Chicago, États-Unis(en). Robert Delaunay a peint plusieurs tableaux sur la Tour Eiffel.

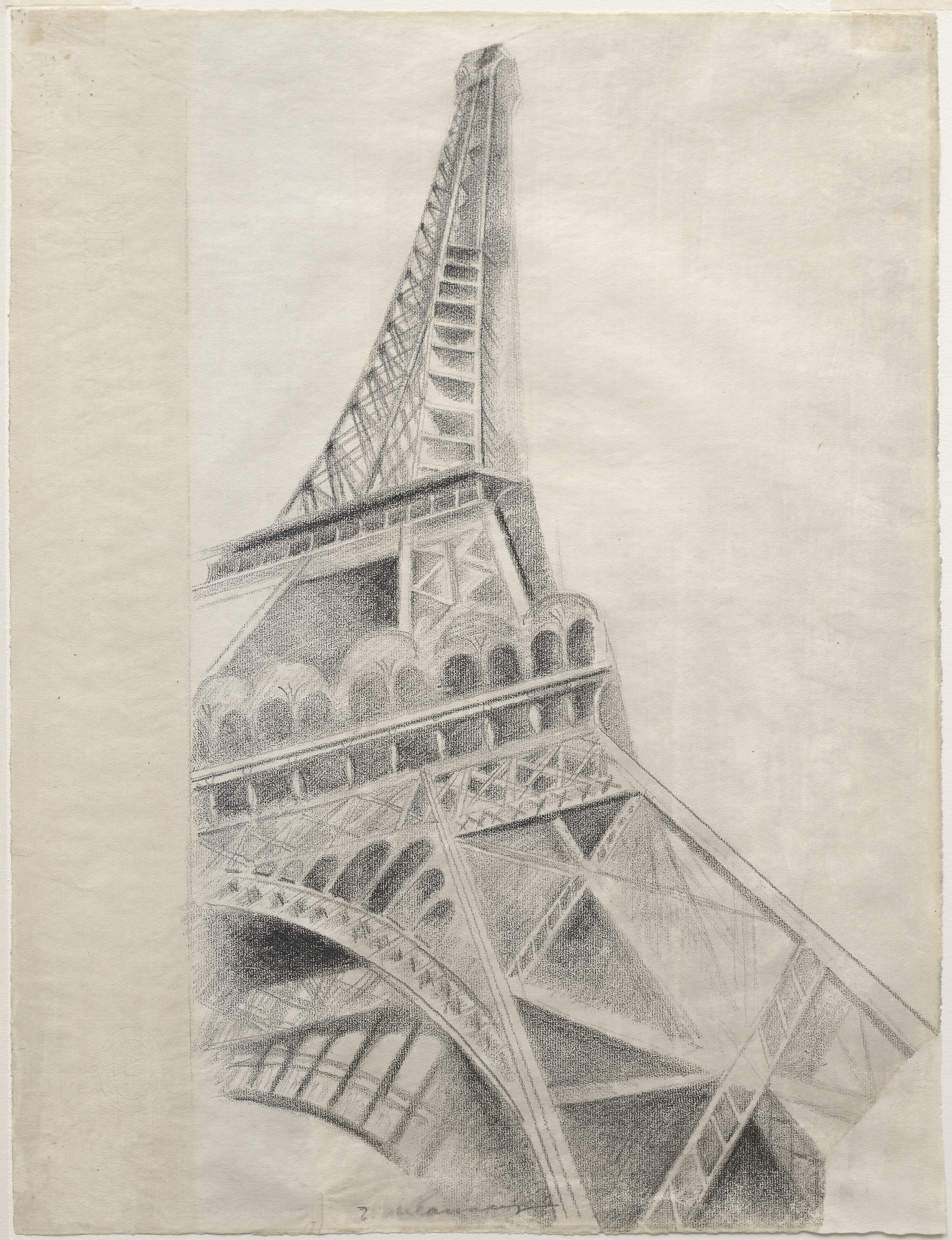
Tour Eiffel, 1926-1928, crayon Conté sur papier, 62,3 × 47,5 cm, Musée Solomon R. Guggenheim, New York.